# Mikhaïl Tomski
Mikhaïl Pavlovitch Tomski (en russe : Михайл Павлович Томский), de son vrai nom Mikhaïl Pavlovitch Efremov (ЕФремов), né le 31 octobre 1880 à Kolpino, mort le 22 août 1936 à Korolev, est un syndicaliste, révolutionnaire et homme politique russe puis soviétique.

## Biographie
Mikhaïl Efremov est né à Kolpino, aujourd'hui englobé dans Saint-Pétersbourg. Issu d'une famille ouvrière, il commence très jeune à travailler en usine. Militant ouvrier et adhérent dès 1904 au mouvement social-démocrate, Tomski crée plusieurs organisations syndicales, ce qui lui vaut d'être arrêté et déporté en Sibérie. Typographe de formation, il est bolchevik, contrairement à la majorité de ses collègues de travail, dont la plupart sont mencheviks. Peut-être à cause de cette proximité, il se situe ensuite toujours à la droite de son Parti. Il se réfugie un temps à Reval en Estonie, où il prend part aux événements de 1905.
Quelques années plus tard, en 1908, il se rend en France. Retourné en Russie, passé à la clandestinité, il est arrêté et condamné aux travaux forcés. Il n'est libéré qu'en 1917 et il prend aussitôt une part active dans la Révolution russe.
Sa grande expérience du syndicalisme ouvrier lui assure une place éminente au sein du Comité central et du Bureau politique, qu'il intègre respectivement en 1921 et en 1922. Il prône à cette époque l'autonomie syndicale, ce qui lui vaut d'être relevé de ses fonctions, responsabilités qu'il ne retrouve que quelques mois plus tard, après autocritique. Organisateur de l'Internationale syndicale rouge, il en devient ensuite le Secrétaire général. À ce poste jusqu'en 1927, il défend le rapprochement avec les organisations occidentales.
En 1925, opposé à Trotski (cf. en 1920 les débats sur la question syndicale), il arrive au pouvoir avec Staline, alors son allié. Aux côtés de celui-ci, d'Alexeï Rykov et de Boukharine, il combat l'aile « gauche » du parti ensuite éliminée. Mais, après cette victoire, comme en plusieurs autres occasions, Staline considère dès lors l'aile « droite » comme un danger. Le GenSec est un homme qui donne toujours la préférence à la raison d'État et Tomski, par sa position importante dans les syndicats, représente un risque. Plus encore, la position du syndicaliste, hostile à l'industrialisation prônée en 1928, explique sa rapide mise hors jeu. L'année suivante, Tomski est exclu du Politburo mais bénéficie d'une position de repli acceptable, il est nommé directeur des éditions d'État.
Au début des Grandes Purges, qui fondent le pouvoir absolu de Staline, Tomski est accusé de « connivence terroriste » lors du premier procès de Moscou en août 1936, qui règle le sort de Grigori Zinoviev et de Lev Kamenev. Ayant eu vent de sa menace d'arrestation par le NKVD, ne faisant aucune confiance à la justice représentée alors par le procureur Andreï Vychinski, l'ancien chef des syndicats bolchéviques se suicide le 22 août 1936.
En mars 1938, durant le troisième procès de Moscou, dirigé contre Nikolai Boukharine, Alexeï Rykov et d'autres vieux bolcheviks, Tomski est accusé, à titre posthume, de haute trahison et d'autres crimes.
Tomski a été réhabilité en 1988 par les autorités soviétiques.